# مارنووه

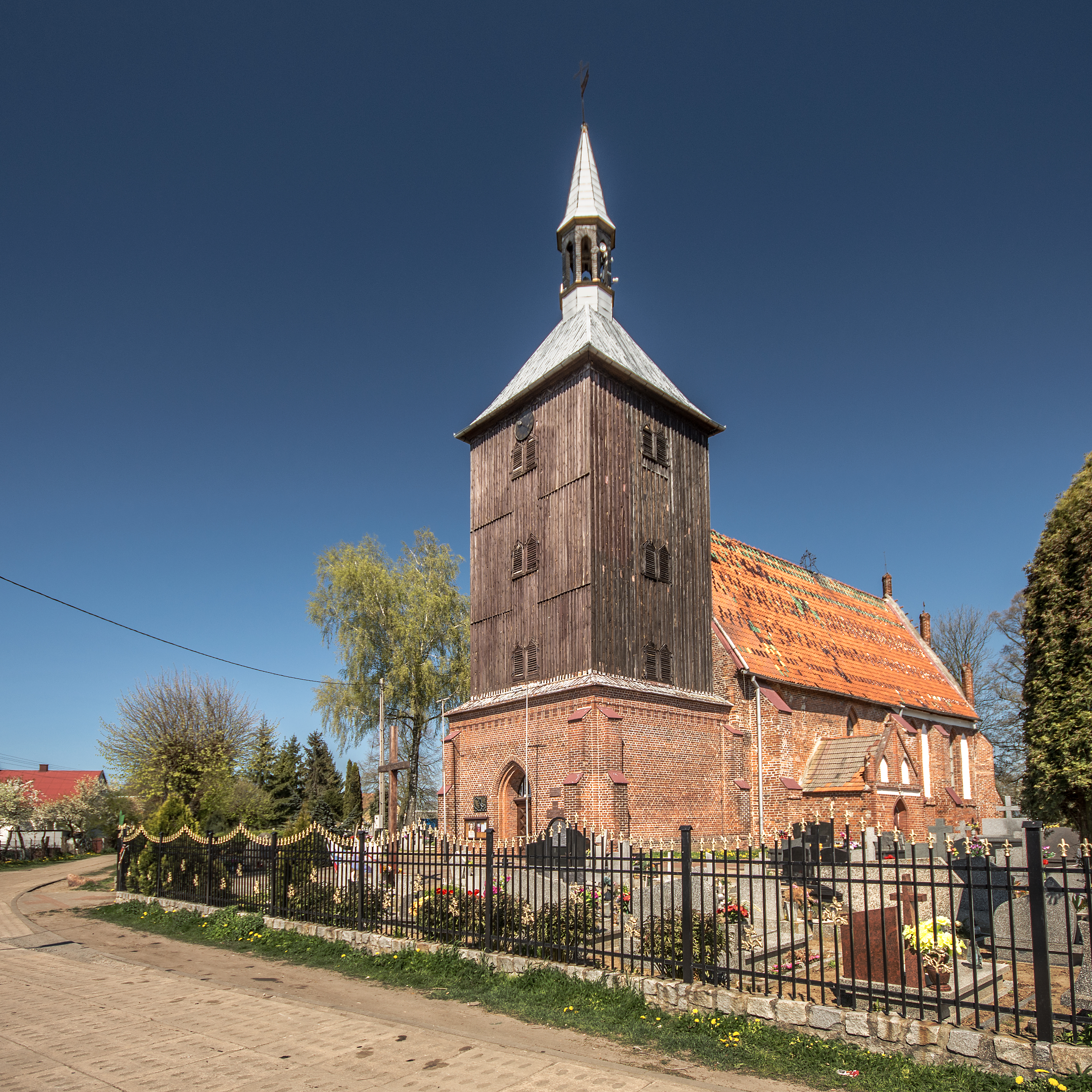
کلیسای کلیسای کاتولیک رومی

مارنووه (به لاتین: Marynowy) یک روستا در لهستان است که در گمینا نوو دوور گدانگسکی واقع شده‌است. مارنووه ۵۷۰ نفر جمعیت دارد.